# Гелелович, Арон Моисеевич
Аро́н Моисе́евич Гелело́вич (27 октября [8 ноября] 1832, Евпатория, Таврическая губерния — 4 [17] февраля 1912, Евпатория, Таврическая губерния) — потомственный почётный гражданин, евпаторийский землевладелец, солепромышленник и меценат. Миллионер, самый богатый член караимской общины Евпатории своего времени.

## Биография
Родился 27 октября (8 ноября) 1832 года в караимской семье евпаторийского купца и благотворителя Моисея (Моше) Мордехаевича Гелеловича (1788—1869) и его жены Бияны Исааковны (1800 — ?).
Состоял членом караимского национального совета при гахаме С. М. Пампулове. На ниве благотворительности был известен тем, что снабжал всех бедных караимских учащихся учебниками и учебными пособиями, всё бедное население Евпатории — хлебом, мукой, топливом, картофелем (который выписывал вагонами), чаем и сахаром по праздникам и в тяжёлые времена. 
Умер 4 (17) февраля 1912 года в Евпатории. Оставшееся после смерти А. М. Гелеловича состояние оценивалось в 3 млн рублей.

### Семья
- Жена — Сара Авраамовна Гелелович (урождённая Шайтан)[6].

- Сын, Исаак Аронович Гелелович (1863—1918), которому было завещано продолжать благотворительную деятельность отца в прежних размерах в течение 12 лет, был убит в 1918 году во время красного террора в Евпатории.

## Завещание
Оставил на благотворительные цели 90 тысяч рублей золотом. Согласно завещанию, 50 тысяч из этих денег должны быть израсходованы на открытие и содержание высших классов школы кройки и шитья при женском караимском профучилище в г. Евпатории; 15 тысяч на образование фонда для оказания помощи всем бедным учащимся местных школ; 20 тысяч — Евпаторийской кенассе (с отчислением 20 % дохода в пользу её газзана); 2 тысячи Одесской кенассе, по 1 тысячи кенассам Феодосии, Симферополя и Иерусалима.